# Hoogcruts
Hoogcruts, in het Limburgs Ge Kruuts geheten, is een buurtschap nabij het dorp Noorbeek (waarbij dit gehuchtje hoort) in de Nederlandse gemeente Eijsden-Margraten. Tot 31 december 2010 maakte het deel uit van de gemeente Margraten. In het oosten ligt een deel van de buurtschap op het grondgebied van de gemeente Gulpen-Wittem. De naam van de buurtschap betekent het hoge kruis. Bij de buurtschap bevindt zich de ruïne van het Klooster Hoogcruts uit de vijftiende eeuw. Het kruis dat op de kruising van Hoogcruts staat geeft ook de naam ge kruuts.
Hoogcruts ligt op het Plateau van Margraten aan het uiteinde van het Noordal. Vanaf Hoogcruts begint dit dal in westelijke richting zich steeds dieper in te snijden in het plateau.
Ze ligt deels aan de N598; de weg van De Hut naar De Plank. Deze provinciale weg wordt gekruist door de weg van Noorbeek naar Slenaken.

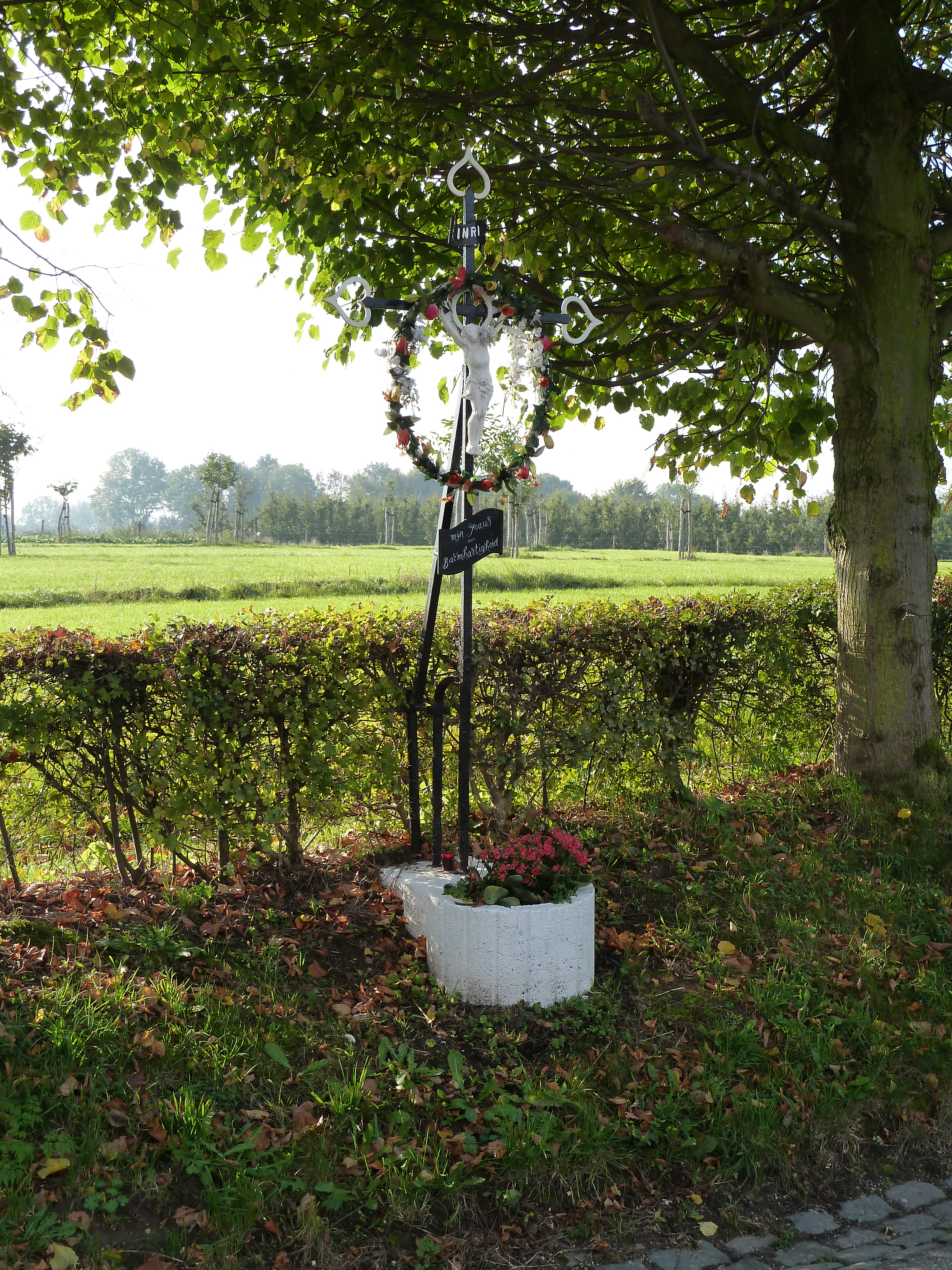
Wegkruis aan kruising
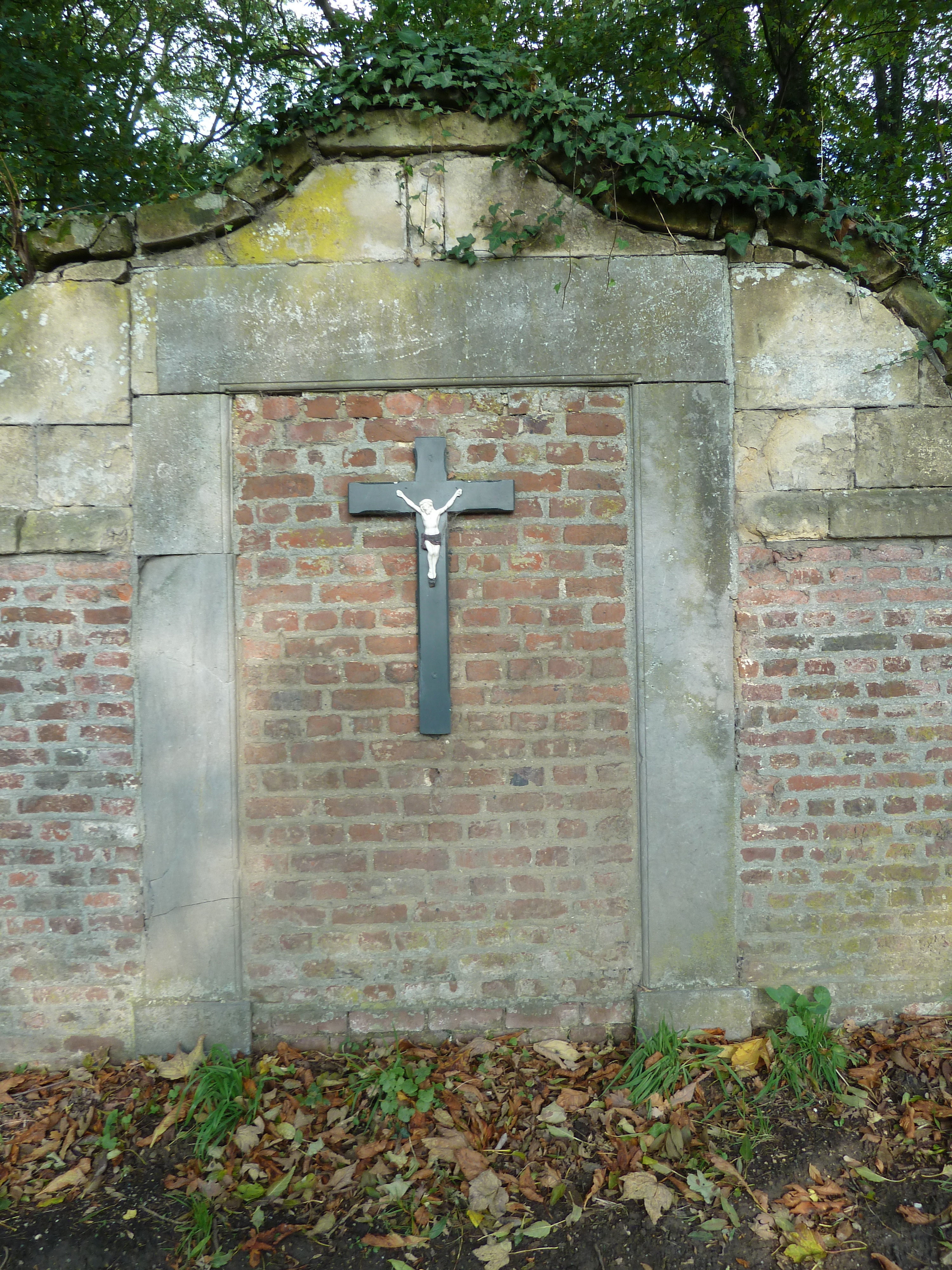
Wegkruis aan kloostermuur
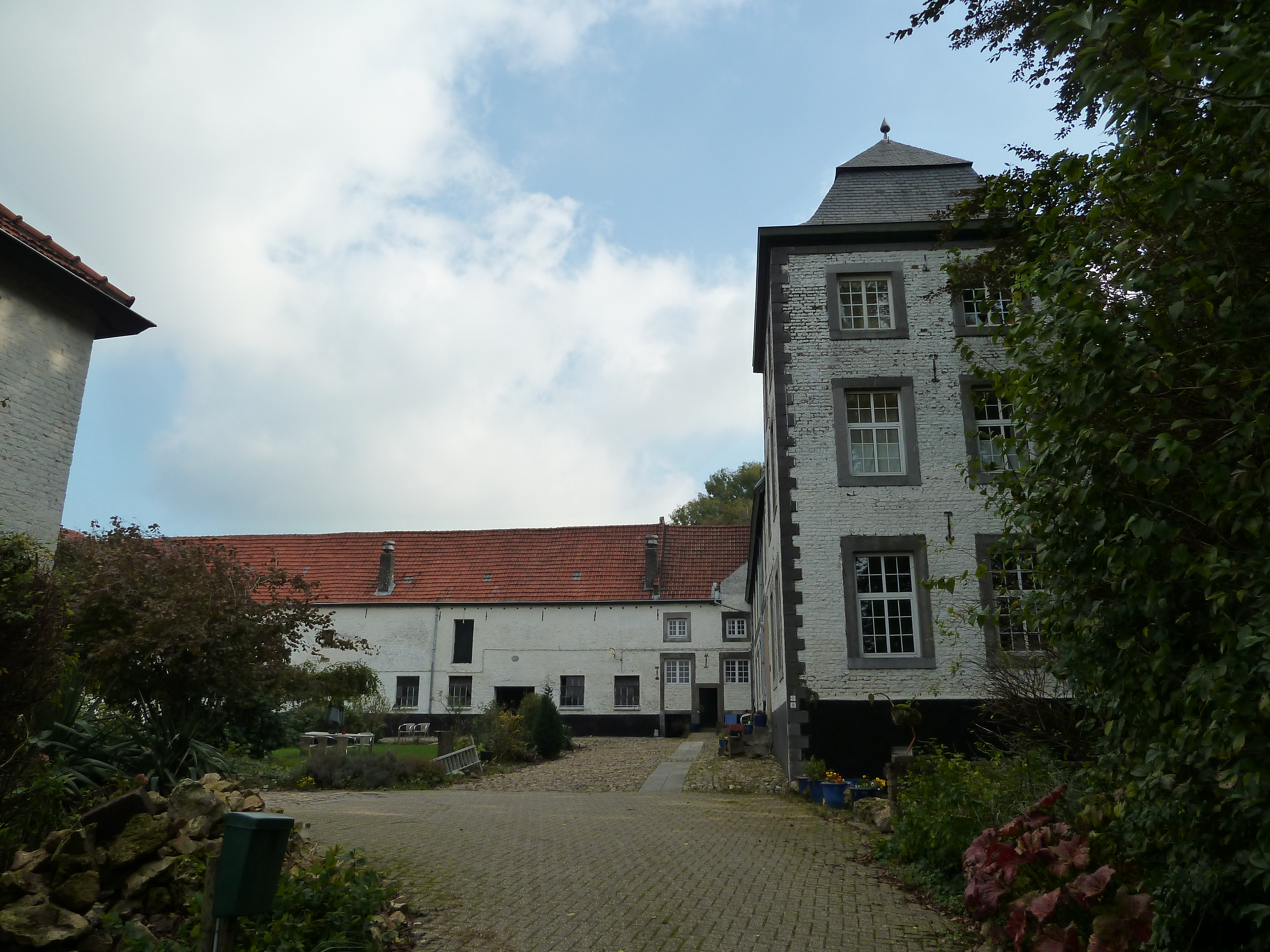
Hoeve bij klooster
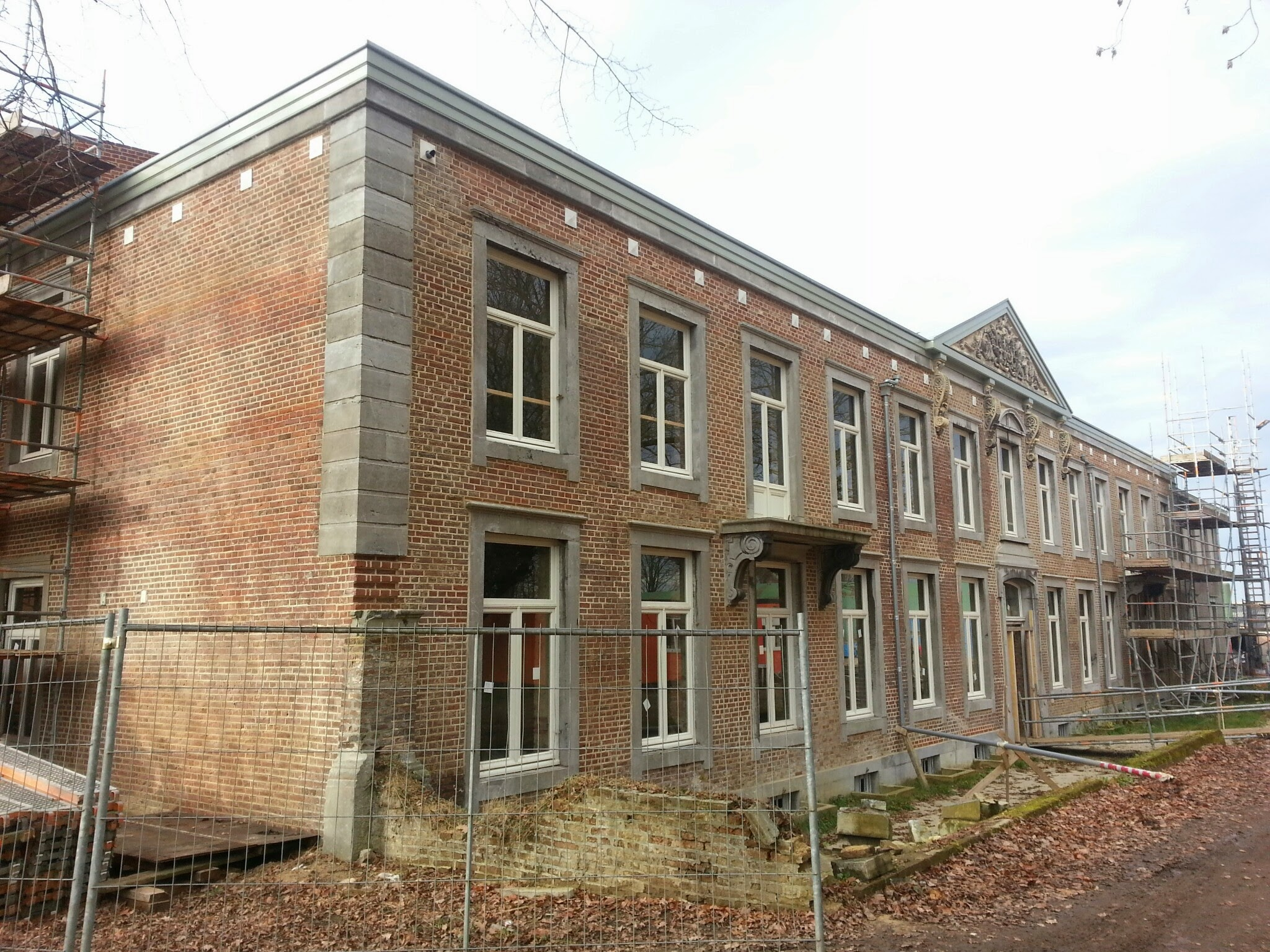
Kloosterruïne na consolidatie